# Leszek Martewicz
Leszek Martewicz, né le 4 janvier 1955 à Gdańsk, est un escrimeur polonais.

## Palmarès

### Jeux olympiques d'été
- 1976, Montréal   
  - 5e au Fleuret par équipe

### Championnats du monde
- 1978 à Hambourg 
  -  Médaille d'or en Fleuret par équipe
- 1974 à Grenoble
  -  Médaille d'argent en Fleuret par équipe
- 1973 à Göteborg 
  -  Médaille de bronze en Fleuret par équipe